# Rahim Aliabadi
Rahim Aliabadi (né le 22 mars 1943) est un lutteur iranien spécialiste de la lutte gréco-romaine ayant participé aux Jeux olympiques d'été de 1972. Il y remporte une médaille d'argent.

## Palmarès

### Jeux olympiques
- Jeux olympiques de 1972 à Munich,  Allemagne
  -  Médaille d'argent